# Jürg Leuthold (Politiker)
Jürg Leuthold (* 4. April 1958) ist ein ehemaliger Schweizer Politiker (SVP). Von 1998 bis 2008 war er Mitglied des Kantonsrats des Kantons Zürich. 1999 bis 2003 war er Präsident der Gesundheitskommission, vorübergehend auch SVP-Fraktionschef.
Er gab am 12. Februar 2008 seinen Rücktritt vom Kantonsrat bekannt, nachdem publik wurde, dass er gemäss einem Urteil des Zürcher Sozialversicherungsgerichts vom November 2007 über mehrere Jahre zu Unrecht eine Invalidenrente bezogen hatte. Am 14. Februar 2008 trat Leuthold aus seiner Partei aus. Das Bundesgericht befand im November 2008, Leuthold habe zwar zu Unrecht IV-Renten erhalten, sei dabei aber gutgläubig gewesen. Er musste deshalb nur die Rentenzahlungen seiner Pensionskasse zurückerstatten.
Der Fall sorgte deshalb für Aufsehen, weil sich die SVP der Bekämpfung von „Scheininvalidität“ verschrieben hatte.